# Дзукнури
Дзукнури (груз. ძუყნური) — село в Грузии, в муниципалитете Ткибули в крае Имеретия.

## География
Село расположено на северном склоне хребта Окриба-Аргвети, в 14 километров от Ткибули. Высота центра — 420 метров над уровнем моря. Деревню обслуживает государственная школа в Хресили.

## Население
По состоянию на 2014 год в селе проживает 158 человек.
| Год переписи | Население | Мужчины | Женщины |
| ------------ | --------- | ------- | ------- |
| 2002         | 288       | 136     | 152     |
| 2014         | 158       | 82      | 76      |

## Известные уроженцы
- Шалва Николаевич Апхаидзе (1894—1968) — грузинский советский писатель, поэт, критик и переводчик.